# Никоненко, Александр Николаевич
Александр Николаевич Никоненко (укр. Олександр Миколайович Никоненко; род. 24 октября 1953, Киев) — украинский дипломат. Чрезвычайный и Полномочный Посол Украины.

## Биография
В 1974—1975 годах обучался в Гаванском университете. Выпускник факультета романо-германской филологии киевского государственного университета им. Т. Шевченко (1976).
С 1976 года работал военным переводчиком в Анголе.
В 1979—1985 годах — референт, старший референт, заместитель заведующего отделом Украинского общества дружбы и культурных связей с зарубежными странами.
В 1985—1988 годах — заведующий фильмотеки Представительства Союза советских обществ дружбы в Мозамбике.
В 1988—1992 годах — заместитель заведующего отделом, заведующий отделом стран Азии, Африки и Латинской Америки, с марта 1992 года — советник, исполняющий обязанности начальника Управления государственного протокола, заведующий отделом стран Латинской Америки Управления двусторонних отношений МИД Украины.
С марта 1993 по июль 1994 год — советник, Временный Поверенный в делах Украины в Аргентинской Республике.
С 1994 по 1995 годах — заместитель начальника, начальник Управления стран Азиатско-Тихоокеанского региона, Ближнего и Среднего Востока и Африки МИД Украины.
С августа 1995 года — советник-посланник, Временный Поверенный в делах Украины в Федеративной Республике Бразилия.
С 2 апреля 1996 по 9 марта 2000 года — Чрезвычайный и Полномочный Посол Украины в Федеративной Республике Бразилия.
С 11 июля 1997 по 9 марта 2000 года — Чрезвычайный и Полномочный Посол Украины в Республике Боливия, Республике Венесуэла, Республике Эквадор (по совместительству).
С 2000 года — директор Департамента двустороннего сотрудничества, начальник Четвёртого территориального управления (США, Канада, Центральная и Южная Америка) МИД Украины.
С 5 марта 2002 по 15 октября 2003 года — Чрезвычайный и Полномочный Посол Украины в Республике Польша.
С 11 февраля 2004 по 18 февраля 2008 года — Чрезвычайный и Полномочный Посол Украины в Аргентинской Республике.
С 19 апреля 2004 по 18 февраля 2008 года — Чрезвычайный и Полномочный Посол Украины в Республике Чили (по совместительству).
С 19 мая 2004 по 18 февраля 2008 года — Чрезвычайный и Полномочный Посол Украины в Республике Парагвай (по совместительству).
С 10 июня 2004 по 18 февраля 2008 года — Чрезвычайный и Полномочный Посол Украины в Республике Уругвай (по совместительству).
С 6 июля 2010 по 19 марта 2014 года — Чрезвычайный и Полномочный Посол Украины в Португальской Республике.
С 5 июля 2013 по 19 марта 2014 года — Чрезвычайный и Полномочный Посол Украины в Анголе (по совместительству).
Дипломатический ранг — Чрезвычайный и Полномочный Посол Украины. Владеет русским, испанским, португальским, английским языками.

## Награды
- Медаль «За труд и победу» (19 декабря 2001 года)[15]
- Кавалер Большого креста ордена Мая (27 марта 2008 года, Аргентина)[16]